# Witstaartzwaluw
De witstaartzwaluw (Hirundo megaensis) is een zwaluw uit het geslacht Hirundo.

## Verspreiding en leefgebied
Deze soort is endemisch in zuidelijk Ethiopië.

## Status
De grootte van de populatie is in 2021 geschat op 2500-10.000 volwassen vogels. Het verspreidingsgebied is klein en aangenomen wordt dat de aantallen snel achteruitgaan door habitatverlies. Op de Rode lijst van de IUCN heeft deze soort daarom de status kwetsbaar.